# Mesnil-Mauger

Mesnil-Mauger este o comună în departamentul Seine-Maritime, Franța. În 1 ianuarie 2022 avea o populație de 244 de locuitori.